# سیبچه مرگ
سیبچه مرگ (به لاتین: Hippomane mancinella) یا مانچینل و همین‌طور سیب ساحل، از خانوادهٔ فرفیونیان و بومی آمریکای مرکزی، مکزیک، کارائیب، باهاما و فلوریدا است. میوهٔ آن غیرقابل خوردن و خود درخت نیز از سمی‌ترین درخت‌های جهان است. درازا و طول درخت به پانزده متر نیز می‌رسد و برگ‌های سبز برّاق و پوستی قهوه‌ای مایل به خاکستری دارد. میوهٔ رسیده آن شبیه سیب و به رنگ سبز یا متمایل به زرد است. خوردن میوهٔ این درخت می‌تواند به شدت کشنده باشد. هر چند، در منابع امروزی چنین رخدادی گزارش نشده‌است. درخت سیبچه مرگ، به عنوان گونه در معرض خطر در فلوریدا ذکر شده‌است. میوهٔ سمی این درخت منبع اقتباس‌های چندی نیز بوده‌است از جمله سلیکا، قهرمان اپرای آفریقایی اثر جاکومو مایربر، ۱۸۶۵ میلادی، بر اثر استنشاق عطر شکوفه‌های درخت سیبچه مرگ می‌میرد. درخت سیبچهٔ مرگ، تحت عنوان خطرناک‌ترین درخت، در مجموعهٔ رکوردهای جهانی گینس ثبت شده‌است.

## زهرشناسی
تمامی اجزای درخت و میوهٔ آن دارای زهرهای مختلفی است که برخی از آن‌ها هنوز به درستی شناخته نشده‌اند. در شیرهٔ سفیدرنگ این درخت، مادهٔ فوربول، فیزوستیگمین و چند زهر سوزش‌آور وجود دارد که باعث درماتیت می‌گردد. بومیان منطقه کاریب از زهر این درخت برای زهرآگین نمودن نوک پیکان تیرهای خود استفاده می‌کردند.

## کاربرد
با وجود سمی بودن ذاتی این درخت، چوب آن سال‌ها مورد استفادهٔ نجّاران منطقهٔ کارائیب بوده‌است. این چوب پیش از استفاده باید تکه‌تکه شده و در معرض آفتاب خشک شود تا صمغ آن خارج شود. گفته می‌شود نوعی آدامس ساخته شده از پوستهٔ این درخت هم برای درمان ورم مؤثّر است. میوهٔ آن کارکرد نوعی ادرارآور داشته‌است.

## نگارخانه

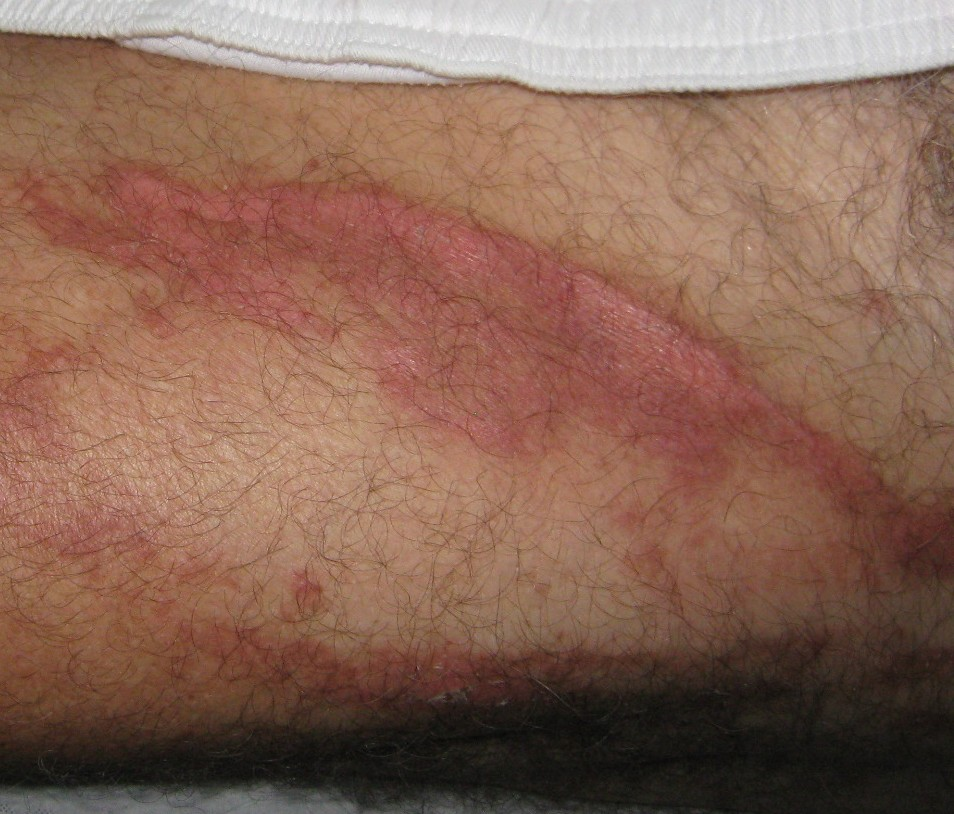
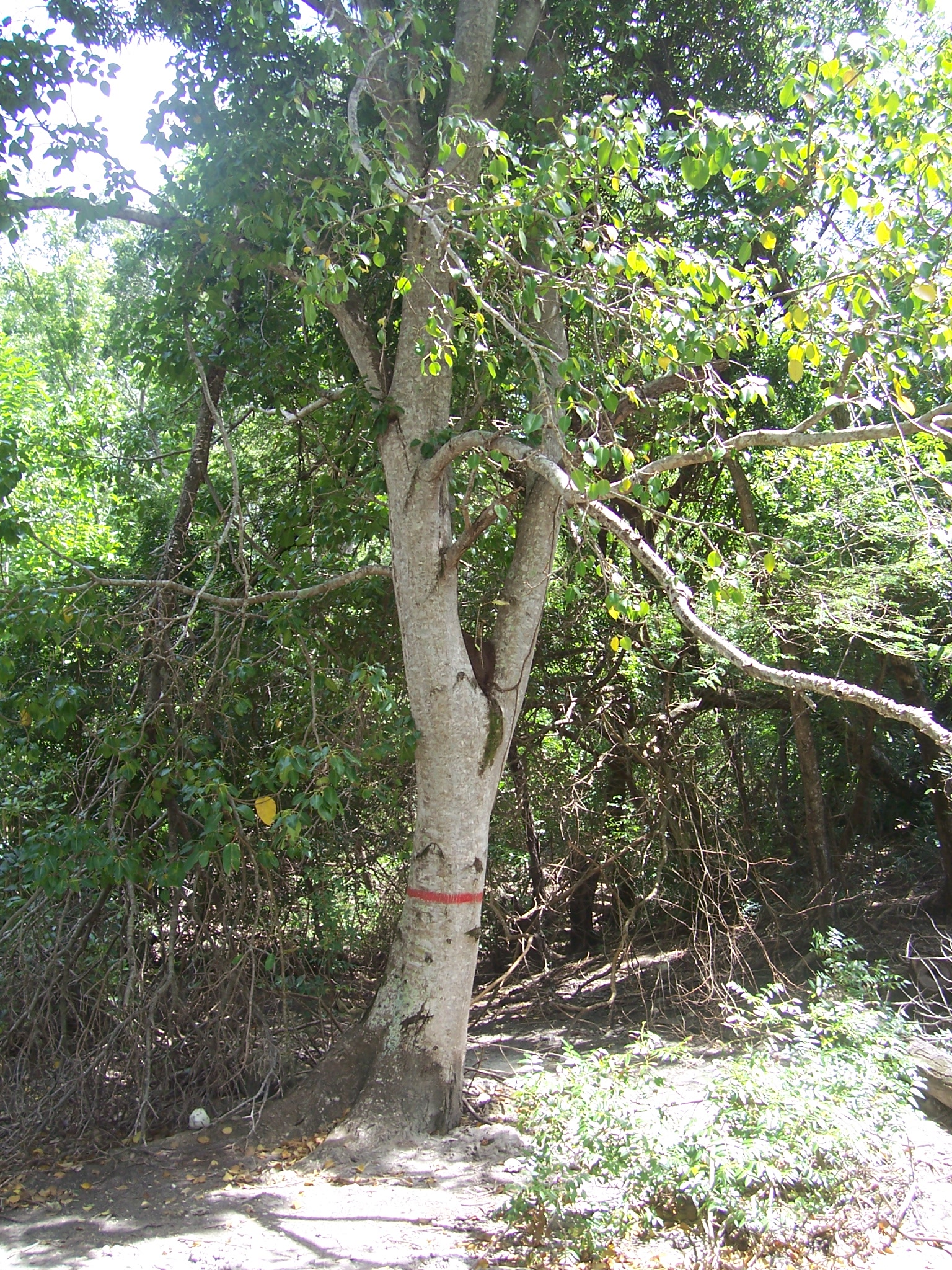
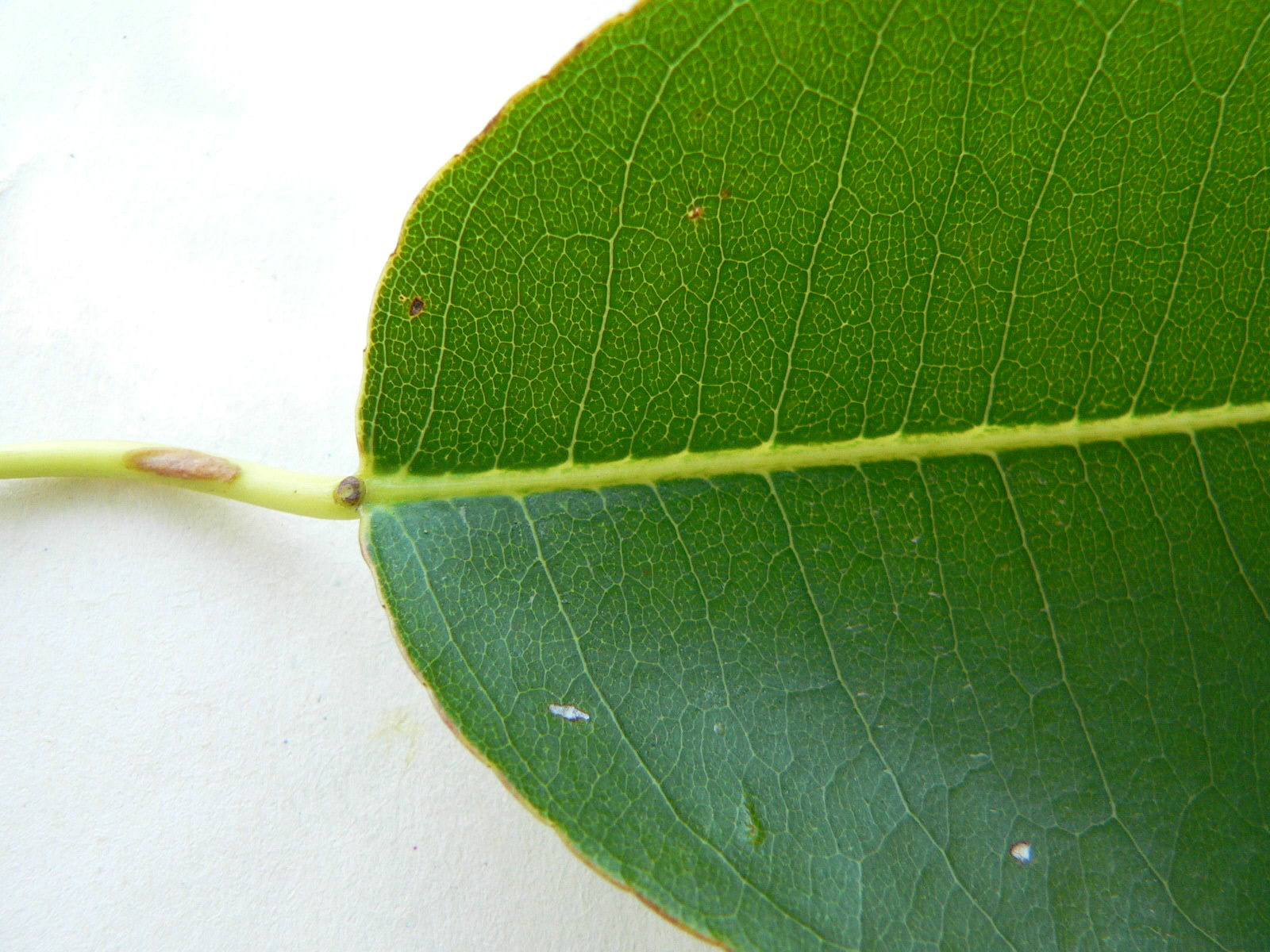
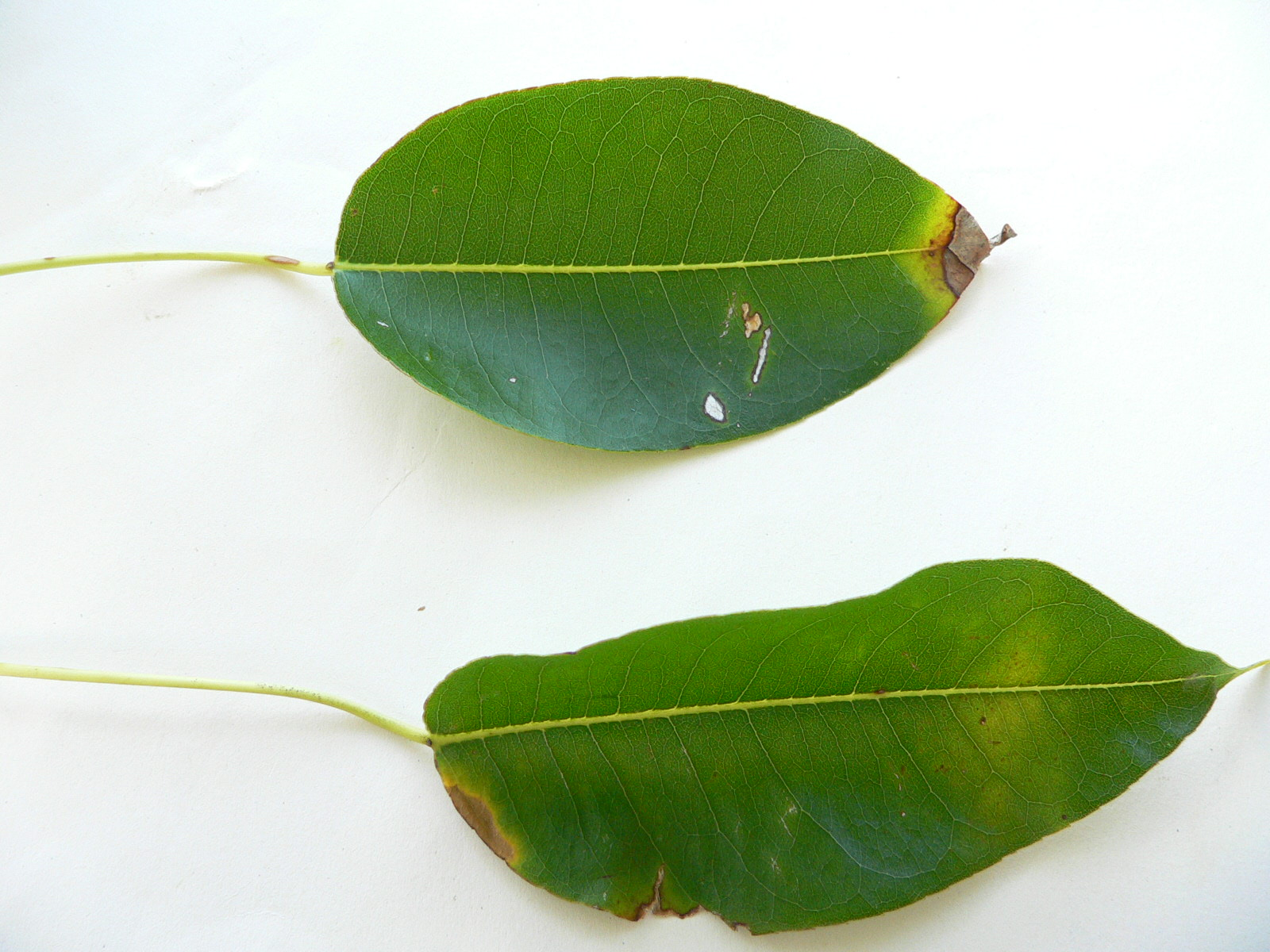
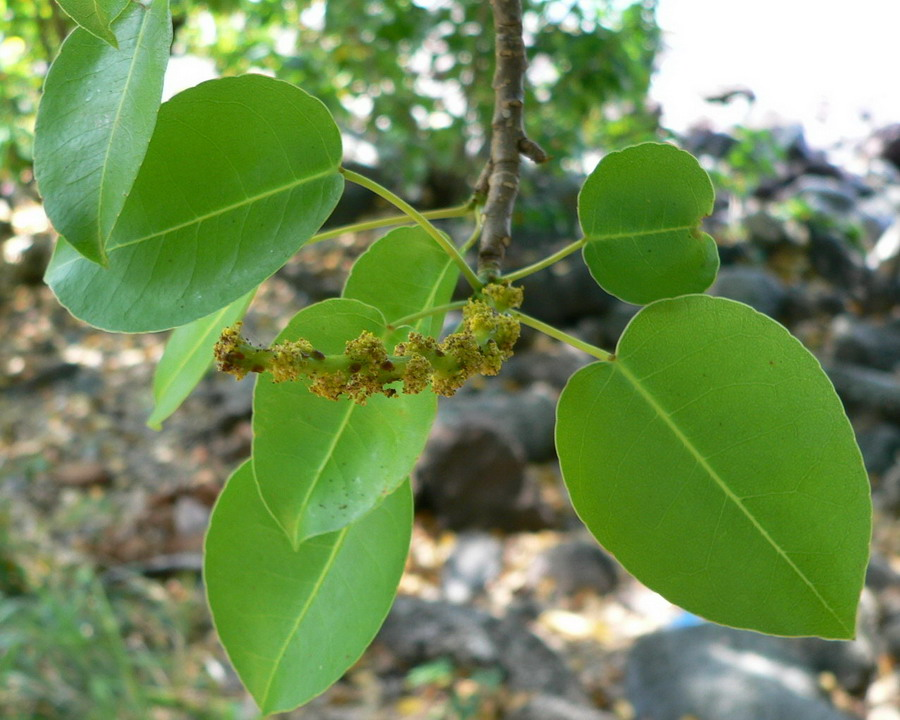
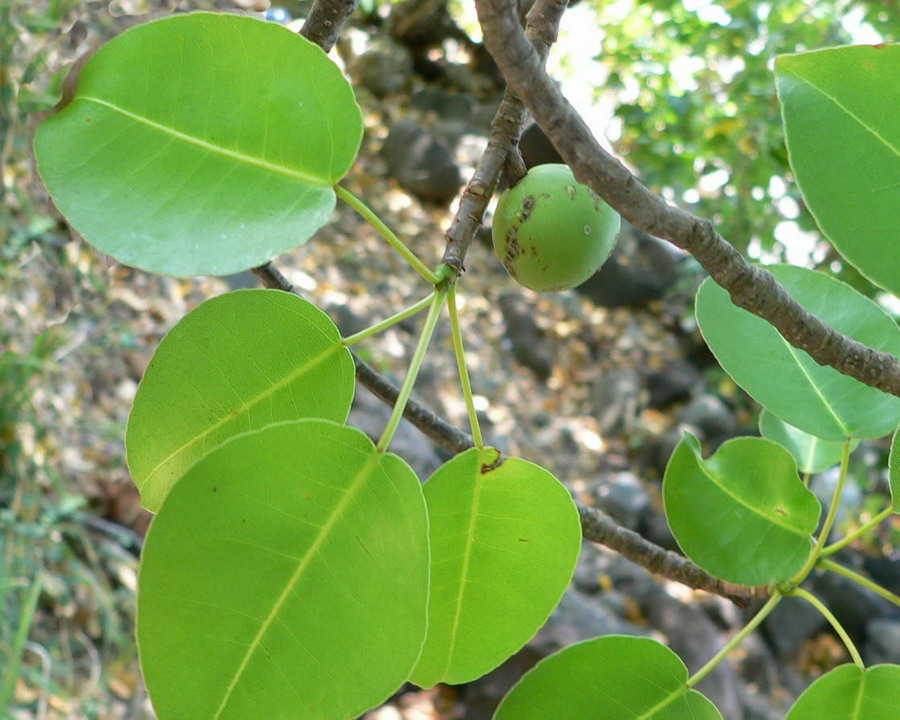
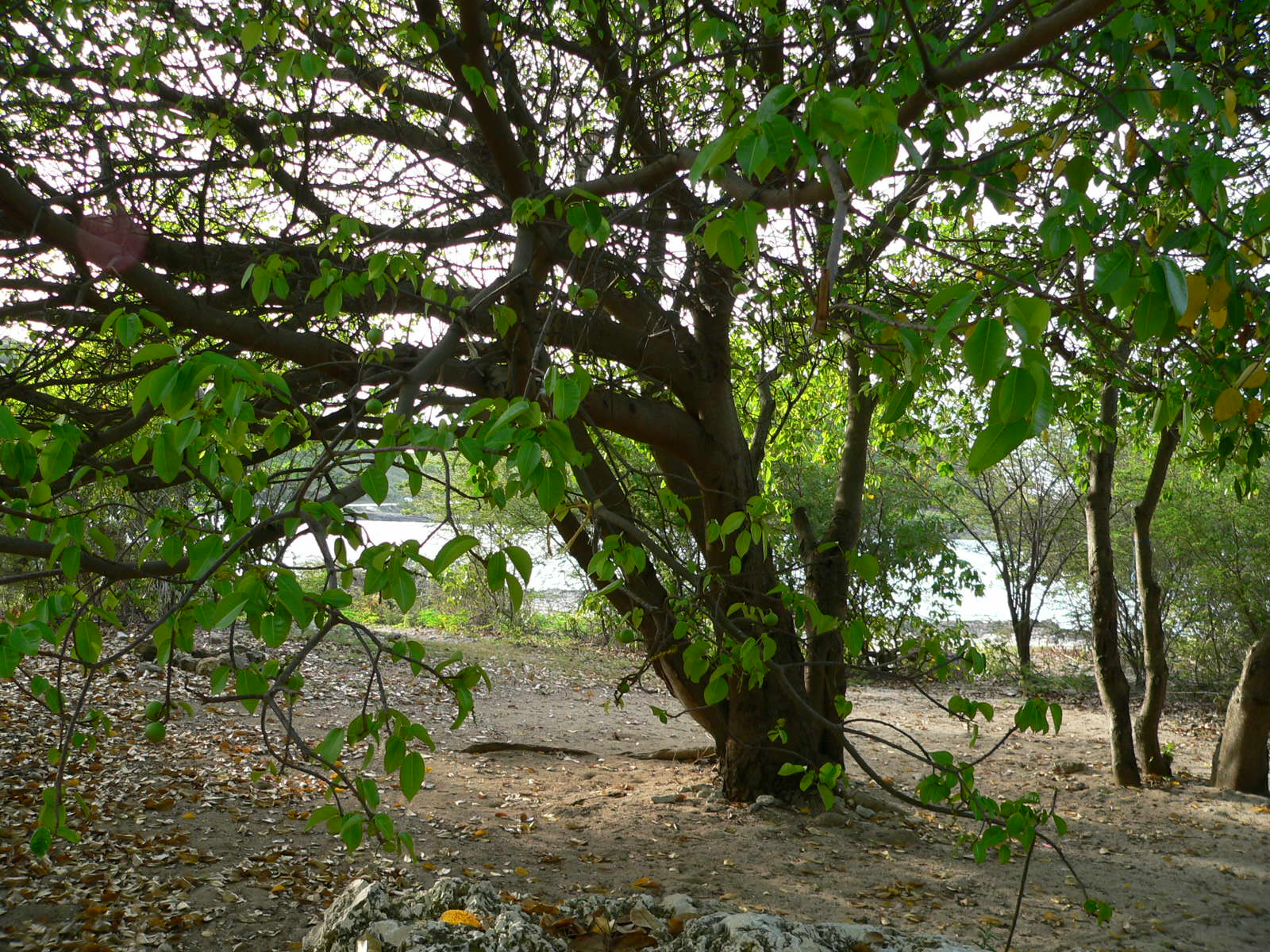